# 井手麻理子
井手 麻理子（いで まりこ、12月8日 - ）は、日本の歌手。福岡県出身。

## 来歴
15歳の時、ミニー・リパートンの「Lovin’You」を耳にしたことが歌に興味を持つきっかけになった。
井手がデモテープを送付・1997年に開催されたオーディション「avex STARGATE AUDITION」にてグランプリを受賞。同年10月8日avex tuneより「CRAWL」でメジャー・デビュー。
1999年、ユーリズミックスのカバーである5thシングル「There must be an angel (Playing with my heart)」がフジテレビ系ドラマ「危険な関係」主題歌に使用された。
2000年、7thシングル「太陽の花びら」ではキリンビバレッジ「きりり」CMソングとなり井手もCMに初出演。続く8thシングル「愛の原理」は日本テレビ系ドラマ「億万長者と結婚する方法」主題歌に使用された。既発シングル4曲を含む3rdアルバム『zeal』はオリコンチャートで初登場9位を記録。
2001年春以降から2003年暮れまではリリース活動を休止、井手は自身の音楽的ルーツを巡る旅に出た。ニューヨーク、メンフィス、ニューオリンズ、キューバを巡り、その途中には現地のイベントに飛び込みで参加するなどもした。
2003年、cutting edgeにレーベル移籍。3年ぶりのアルバム『HIGH LIFE』を発売。
デビュー10周年を迎えた2007年の春に、これまでに発売した全9枚のシングルを収録した『SINGLE COLLECTION 』をリリース。夏には初舞台となる山本耕史との二人舞台・ミュージカル「the last 5 years」に出演、追加公演も行われた。
2013年、ベルウッド・レコードに移籍。カバー曲を歌唱する歌手として早速同年に2枚、2015年に1枚、合計3部作のカバー・アルバムを発売した。2015年7月にはビルボードライブ東京で3部作アルバム完成記念ライブを開催した。
2016年、デビュー20周年記念ベスト・アルバム「SELECT 1997-2016」を発売。

## ディスコグラフィー

### シングル
| 枚  | リリース日     | タイトル                                       | 収録曲 | 備考                                                              |
| --- | -------------- | ---------------------------------------------- | --- | ----------------------------------------------------------------- |
| 1st | 1997年10月8日  | CRAWL                                          | - CRAWL - CRAWL（Pizzazy Club Version） - CRAWL（Instrumental）                                                                                     | デビューシングル・8cmCD                                           |
| 2nd | 1998年2月11日  | FEEL                                           | - FEEL - FEEL（ - FEEL（Instrumental） | 8cmCD                                                             |
| 3rd | 1998年11月18日 | 風と共にながれて                               | - 風と共にながれて - 魂の音 - Crawl（L.B.B.'s Mirror Ball Mix） - 風と共にながれて（TSUTCHIE MIX） - 風と共にながれて（1-1-1 MIX）                  | この作品よりマキシシングルでリリース                              |
| 4th | 1999年3月31日  | 〜Seek〜それが愛かもしれないから               | - 〜Seek〜それが愛かもしれないから - 太陽に抱かれて - SEVEN - 〜Seek〜それが愛かもしれないから（ - 〜Seek〜それが愛かもしれないから（L.B.B.reluv.） |                                                                   |
| 5th | 1999年12月1日  | There must be an angel (Playing with my heart) | | フジテレビ系ドラマ「危険な関係」主題歌 ユーリズミックスのカバー。 |
| 6th | 2000年3月29日  | Style                                          | - Style（Original Mix） - Style（L.B.B.ディスコ・ミックス） - Style（T.G.インストゥルメンタル・ミックス） - Slow                                    | グンゼ「サブリナ」CM曲                                            |
| 7th | 2000年4月26日  | 太陽の花びら                                   | - 太陽の花びら（original mix） - 太陽の花びら（Jazztronik mix） - 太陽の花びら（Perc-A-Holic mix） - 太陽の花びら（Instrumental）                   | キリンビバレッジ「きりり」CMソング                                |
| 8th | 2000年8月30日  | 愛の原理                                       | - 愛の原理（ORIGINAL MIX） - SWING - 愛の原理（D.O.Ｉ.REMIX）                                                                                       | 日本テレビ系ドラマ「億万長者と結婚する方法」主題歌                |
| 9th | 2001年4月4日   | 蒼のつづき                                     | - 蒼のつづき - 愛を描いて - 蒼のつづき（ |                                                                   |

### アルバム
1. FLAVOR FROM FIELD（1999年4月28日）
2. aqua-rhythm（1999年7月14日）
3. zeal（2000年10月18日）
4. HIGH LIFE（2003年12月3日）會田茂一プロデュース
5. THE CLOWN（2005年5月11日）
6. SINGLE COLLECTION（2007年3月28日）ベスト・アルバム
7. MARIKO Sings Screen Themes〜井手麻理子 スクリーンテーマを歌う〜（2013年2月27日）[3]
8. MARIKO Sings Karen Carpenter〜井手麻里子 カレン・カーペンターを歌う〜（2013年8月7日）[4]
9. MARIKO Sings CHIEMI ERI〜井手麻理子 江利チエミを歌う〜（2015年5月13日）[5]
10. SELECT 1997-2016（2016年9月14日）[2]コンプリート・ベスト・アルバム

### 参加作品
- Dear Yuming（1999年9月22日）
  - 7. Hello,my friend
- MAKAI『Stay True』（2007年2月14日）
  - 8. I'm proud feat. Mariko Ide
- WIRED CAFE Music Recommendation Feel（2010年5月26日）
  - 3. I Like It
- ジブリ HOUSE -essential PIANO set-（2010年9月29日）
  - 5. やさしさに包まれたなら
- JAZZY GAGA（2011年5月18日）
  - 2. ポーカー・フェイス feat. Mariko Ide
- BALLAD -Anthology of Movie Songs-（2011年7月20日）
  - 2. カントリー・ロード
- “Choice” by Sunaga t experience（2011年12月7日）
  - 4. HARD TO SAY I'M SORRY feat.井手麻理子